# علي قندو
علي قندو هي قرية في مقاطعة ماكو، إيران. عدد سكان هذه القرية هو 179 في سنة 2006.